# Косаев, Еркебулан Муратбекович
Еркебулан Муратбекович Косаев (род. 30 октября 1988 года) — казахстанский дзюдоист, мастер спорта Республики Казахстан международного класса.

## Карьера
Е. М. Косаев с детства занимался в секции дзюдо. Первую победу Еркебулан одержал в соревнованиях «Дети Азии», которые проходили в Якутии в 2004 году.
В 2011 году завоевал бронзовую медаль на чемпионате Азии в Абу-Даби.
Принимал участие в Олимпиаде-2012 в Лондоне.